# Annie Duroi-Vanhelmont
Annie Duroi-Vanhelmont (Tienen, 9 april 1936) was een Belgisch politica voor de SP. 

## Levensloop
Duroi-Vanhelmont werd beroepshalve ambtenaar.
Ze werd politiek actief voor de SP en was voor deze partij van 1983 tot 1988 OCMW-raadslid en van 1989 tot 2000 gemeenteraadslid van Tienen.
Duroi volgde begin juli 1987 de overleden August Bogaerts op als lid van de Kamer van volksvertegenwoordigers voor het arrondissement Leuven en vervulde dit mandaat tot in 1991. In de periode oktober 1987-november 1991 had ze als gevolg van het toen bestaande dubbelmandaat ook zitting in de Vlaamse Raad.
Ze werd vervolgens auditeur bij het Rekenhof en op 1 maart 1993 werd ze de eerste vrouwelijke raadsheer in de Nederlandstalige Kamer van het Rekenhof. In 2001 ging ze met pensioen.